# Monica Silverstrand
Monica Silverstrand, född Barwén 4 januari 1960, är en svensk country- och rocksångare.
I början av karriären sjöng Silverstrand i det populära svenska dansbandet Wizex tillsammans med Kikki Danielsson och under sitt flicknamn Barwén deltog hon i den svenska Melodifestivalen 1980 i gruppen Chips. Hon har även medverkat som solist i Melodifestivalen 1993 och i en duo med Tina Lejonberg 1995 samt spelat i 8 musikaler, som till exempel Fame på Chinateatern med Peter Jöback, Petra Nielsen, Blossom Tainton, Anki Albertsson med flera och Kristina från Duvemåla med Helen Sjöholm, Anders Ekborg, Peter Jöback, Marianne Mörck och många andra.
2003 släpptes hennes första soloalbum, vilket innehåller countrylåtar med rockinfluenser. Uppföljaren 2005 hette Been There, Done That. Ny EP med tre nya låtar släpptes 2008. Upphovsmän till de flesta låtarna var Brian Hobbs och Andreas Aleman.
Monica Silverstrand har även sjungit med och skrivit låtar till norska dansbandet Jetz samt underhållit fredsbevarande styrkor i Kosovo som fältartist. Hon har också under flera år varit sångcoach på Artistlinjen på Folkuniversitetet i Stockholm samt skrivit shower för Sunwing/Hotel 33. 1996 spelade hon huvudrollen i Thore Skogmans musikal Guldhatten på Säffleoperan mot bland andra Laila Westersund.
1999 spelade hon Mammon i musikalen Everyman med musik av Uno Svenningsson tillsammans med bland andra Rafael Edholm och Görel Crona.
Hon har medverkat i  TV, till exempel i Så ska det låta och var också med i Ted Gärdestad-musikalen Sol, Vind & Vatten 2005 på Chinateatern i Stockholm. 2011 medverkade hon även i matlagningsprogrammet Halv åtta hos mig på TV4. Hon gick till final i Country-SM 2008 som hon sedan vann 2010.
Silverstrands projekt Country Rox med enbart kvinnliga musiker spelade countryrock och vann alltså två kategorier vid Country-SM 2010.
Silverstrand var en av artisterna på Hovturnén 2009 tillsammans med Wille Crafoord och Mikael Samuelson. Sedan 2011 är hon bosatt i Marbella i Spanien, där hon regelbundet ger konserter över hela Costa del Sol.

## Melodifestivalen
Se även gruppen Chips. (4:e plats i melodifestivalen 1980)
- Vågornas sång (5:e plats i melodifestivalen 1993)
- Himmel på vår jord - framfördes tillsammans med Tina Leijonberg (6:e plats i melodifestivalen 1995)

## Teater

### Roller (urval)
- 1993 – Fame av Steven Margoshes och Jacques Levy, regi Runar Borge, Chinateatern[2]